# Oecanthus decorsei
Oecanthus decorsei är en insektsart som beskrevs av Lucien Chopard 1932. Oecanthus decorsei ingår i släktet Oecanthus och familjen syrsor. Inga underarter finns listade i Catalogue of Life.